# Daniel Hugunin junior
Daniel Hugunin junior (* 6. Februar 1790 im Montgomery County, New York; † 21. Juni 1850 in Kenosha, Wisconsin) war ein US-amerikanischer Politiker. Zwischen 1825 und 1827 vertrat er den Bundesstaat New York im US-Repräsentantenhaus.

## Werdegang
Daniel Hugunin junior wurde ungefähr sieben Jahre nach dem Ende des Amerikanischen Unabhängigkeitskrieges im Montgomery County geboren. Er studierte Klassische Altertumswissenschaft. Hugunin diente während des Britisch-Amerikanischen Krieges.
Als Folge einer Zersplitterung der Demokratisch-Republikanischen Partei vor und während der Präsidentschaft von John Quincy Adams (1825–1829) schloss er sich der Adams-Fraktion an. Bei den Kongresswahlen des Jahres 1824 für den 19. Kongress wurde Egbert Ten Eyck im 20. Wahlbezirk von New York in das US-Repräsentantenhaus in Washington, D.C. gewählt, wo er am 4. März 1825 die Nachfolge von Nicoll Fosdick antrat. Hugunin hat die Wahl von Ten Eyck erfolgreich angefochten. Er diente im Kongress vom 15. Dezember 1825 bis zu seinem Ausscheiden am 3. März 1827.
Am 15. März 1841 wurde er zum Marshal für das Wisconsin-Territorium ernannt. Er verstarb am 21. Juni 1850 in Kenosha und wurde dann auf dem Green Ridge Cemetery beigesetzt.